# 安木一之
安木 一之（やすき かずゆき、1979年3月24日 - ）は、日本の俳優。
兵庫県出身。関西で在勤中、芝居に出会い上京。劇団ユニークポイントを経て現在に至る。

## 出演

### 映画
- 溝鼠〜闇の花〜（2014年公開/監督：山崎英樹）
- 喫茶　対岸の火事（2012年／監督：鈴木卓爾）
- 牡羊座の女（2006年／監督：馬上修治）

### 舞台
- ラブストーリー〜東京の空〜（2014年）
- 水飲み鳥＋溺愛（2011年）
- シンクロナイズドガロア（2010年）
- 通りゃんせ（2010年）
- インセクトマン（2010年）
- サーチライト（2009年）
- 雨の一瞬前（2009年）
- あこがれ（2008年）
- 変身（2008年）
- 雨の一瞬前（2007年）
- しるし（2006年）
- あこがれ（2005年）